# Teoria conspirației despre Biblie
O teorie a conspirației biblice este orice teorie a conspirației care postulează că mult din ceea ce se cunoaște despre Biblie este o înșelăciune creată pentru a suprima unele adevăruri secrete, vechi. Unele dintre aceste teorii susțin că Iisus a avut într-adevăr o soție și copii, sau ca un grup, cum ar fi Prioria din Sion are informații secrete cu privire la descendenții adevărați ai lui Isus, unii susțin că a existat o mișcare secretă de a cenzura cărți care au existat cu adevărat în Biblie, etc. Acest subiect nu ar trebui să fie confundat cu teoriile istoricilor serioși, care afirmă că Biblia este o lucrare în mare parte fictivă, cum ar fi Biblia dezgropată. O serie de romane moderne de succes, din care cel mai popular a fost Codul lui Da Vinci, au inclus elemente de teorii ale conspirației biblice ca să aprofundeze povestirile lor, mai degrabă decât să împingă mai departe aceste teorii și sugestii actuale. 

## Cărți
- The Jesus Papers: Exposing the Greatest Cover-Up in History, Michael Baigent (2006)
- Jesus the Magician: Charlatan or Son of God?, Morton Smith (1978)
- The Jesus Dynasty, James Tabor (2006)
- Jesus the Man: New Interpretations from the Dead Sea Scrolls, Barbara Thiering (1993)
- The Jesus Scroll, Donovan Joyce (1972)
- Holy Blood, Holy Grail, Michael Baigent, Richard Leigh, and Henry Lincoln (1982)
- The Templar Revelation, Lynn Picknett and Clive Prince (1997)
- The Jesus Mysteries: Was the "Original Jesus" a Pagan God?, Timothy Freke and Peter Gandy (1999)
- The Jesus Conspiracy: The Turin Shroud and the Truth About the Resurrection, Holger Kersten and Elmar R. Gruber (1994)
- History of the first Council of Nice : a world's Christian convention, A.D. 325 ; with a life of Constantine, Dean Dudley (1880)